# Moses L. Broocks
Moses Lycurgus Broocks, född 1 november 1864 i San Augustine County i Texas, död 27 maj 1908 i San Augustine i Texas, var en amerikansk politiker (demokrat). Han var ledamot av USA:s representanthus 1905–1907.
Broocks efterträdde 1905 Samuel B. Cooper som kongressledamot och efterträddes 1907 av företrädaren Cooper.